# Campionato francese di tennis 1902
Il Campionato francese di tennis 1902 (conosciuto oggi come Open di Francia o Roland Garros) è stato la 12ª edizione del Campionato francese di tennis, riservato ai tennisti francesi o residenti in Francia. Si è svolto su campi in terra rossa del Tennis Club de Paris a Parigi in Francia.
Il singolare maschile è stato vinto da Marcel Vacherot, che si è imposto su Max Décugis. Il singolare femminile è stato vinto da Francoise Masson, che ha battuto Suzanne Girod. Nel doppio maschile si sono imposti Max Décugis e J. Worth. Nel doppio misto la vittoria è andata a Hélène Prévost in coppia con Reginald Arthur Villiers Forbes.

## Seniors

### Singolare maschile
Marcel Vacherot ha battuto in finale  Max Décugis con il punteggio di 6–4, 6–2.

### Singolare femminile
Francoise Masson ha battuto in finale  Suzanne Girod con il punteggio di 6–0, 6–1.

### Doppio maschile
Max Décugis /  Jacques Worth

### Doppio misto
Hélène Prévost /  Reginald Arthur Villiers Forbes hanno battuto in finale  Adine Masson /  W. Masson